# ساتوكو مياهارا
ساتوكو مياهارا (من مواليد 26 مارس 1998) لاعب تزلج على الجليد يابانية، حائزة على الميدالية الفضية العالمية لعام 2015، والميدالية البرونزية العالمية لعام 2018، وبطلة القارات الأربع لعام 2016، وحاصلة على الميدالية الفضية في القارات الأربع مرتين. (2014، 2015)، حائز على الميدالية الفضية في نهائي سباق الجائزة الكبرى مرتين (2015، 2016)، وبطلة مسابقة سكيت أمريكا مرتين (2017، 2018)، بطل كأس إن إتش كي لعام 2015، بطل سي إس يو كلاسيك أربع مرات (2015، 2016، 2018، 2019)، بطل كأس لومبارديا سي إس لعام 2014، وبطل وطني ياباني أربع مرات (2014–17). على مستوى الناشئبن، هي بطلة جائزة الولايات المتحدة الكبرى للناشئين لعام 2012، وحاصلة على الميدالية الفضية في بولندا لعام 2011، وبطلة كأس التزلج على الجليد الآسيوي لعام 2012، وبطلة وطنية يابانية للناشئين مرتين (2012، 2013).

## نشأتها
ولدت ميهارا في 26 مارس 1998 في كيوتو باليابان.والداها كلاهما طبيبان، وبسبب عمل والديها، انتقلت مع عائلتها إلى هيوستن، تكساس، عندما كانت في الخامسة من عمرها وعادت إلى كيوتو في السابعة من عمرها. تعلمت مياهارا الإنجليزية خلال فترة وجودها في الولايات المتحدة. تخرجت مياهارا من المدرسة الثانوية بجامعة كانساي في فبراير 2016. تخرجت من جامعة كانساي في ربيع عام 2021، بعد أن درست في كلية الآداب وتخصصت في الأدب البريطاني والأمريكي واللغة الإنجليزية.

## روابط خارجية
- ساتوكو مياهارا في الاتحاد الدولي للتزلج